# Aaron Curry
Pour les articles homonymes, voir Curry (homonymie).
(en) Statistiques sur pro-football-reference
Aaron Curry, né le 6 avril 1986 à Fayetteville en Caroline du Nord, est un joueur américain de football américain qui évoluait au poste de linebacker.

## Biographie

### Famille et études
Il est le fils du sportif Reggie Pinkney (en).
Étudiant à l'université de Wake Forest, il joue pour les Demon Deacons de Wake Forest.

### Carrière sportive

#### Seahawks de Seattle
Il est drafté en 2009 à la 4e place (premier tour) par les Seahawks de Seattle. Il signe un contrat de six années pour 60 millions de dollars dont 34garantis. Ce montant d'argent garanti est à l'époque le plus élevé pour un joueur qui n'est pas quarterback dans l'histoire de la NFL.
En 2011, il perd sa place de titulaire au profit de K. J. Wright.

#### Raiders d'Oakland
En octobre 2011, il rejoint les Raiders d'Oakland. Il est libéré avant la fin de la saison 2012 après avoir été déclaré inapte à jouer quasiment toute la saison.

#### Giants de New York
Il signe durant l'intersaison 2013 avec les Giants de New York, mais est libéré durant la pré-saison.
À la suite de ce renvoi, il prend sa retraite le 28 août 2013.

### Carrière d'entraîneur
En 2014, il rejoint l'équipe d'encadrement des 49ers de Charlotte.